# Station Franconville - Le Plessis-Bouchard
Station Franconville - Plessis-Bouchard is een spoorwegstation aan de spoorlijn Saint-Denis - Dieppe. Het ligt in de Franse gemeente Franconville in het departement Val-d'Oise (Île-de-France).

## Ligging
Het station ligt op kilometerpunt 17,200 van de spoorlijn Saint-Denis - Dieppe.

## Diensten
Het station wordt aangedaan door verschillende treinen van Transilien:
- Treinen van de RER C tussen Pontoise en Massy-Palaiseau, waarvan sommige treinen Montigny - Beauchamp als eindpunt hebben
- Treinen van Transilien lijn H tussen Pontoise en Paris-Nord

## Vorige en volgende stations
| Richting                            | Vorig station        | Lijn    | Volgend station | Richting                                                |
| ----------------------------------- | -------------------- | ------- | --------------- | ------------------------------------------------------- |
| Pontoise C1 Montigny - Beauchamp C3 | Montigny - Beauchamp | RER C   | Cernay          | Massy-Palaiseau C2 Pont-de-Rungis - Aéroport d'Orly C12 |
| Pontoise                            | Montigny - Beauchamp | Trans H | Cernay          | Paris-Nord                                              |